# A++
 (janvier 2018).
Si vous disposez d'ouvrages ou d'articles de référence ou si vous connaissez des sites web de qualité traitant du thème abordé ici, merci de compléter l'article en donnant les références utiles à sa vérifiabilité et en les liant à la section « Notes et références ».

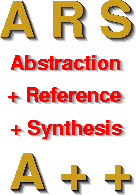
Langage A++

A++ est un langage de programmation créé dans le but d'aider les personnes intéressées par la programmation à comprendre sa logique.
A ++ a été implémenté dans Scheme, Java, C ++, C, Perl et Python en utilisant des techniques de programmation ARS.